# Diya Aur Baati Hum
Diya Aur Baati Hum  är en indiska TV-serie som sändes på Star Plus från 29 augusti 2011 till 10 september 2016.

## Rollista (i urval)
- Anas Rashid - Sooraj Rathi
- Deepika Singh - Sandhya Sooraj Rathi
- Neelu Vaghela - Santosh Arun Rathi
- Ashok Lokhande - Arun Rathi